# Wirtschaftswissenschaftliches Institut
Das Wirtschaftswissenschaftliche Institut des DGB war ein gewerkschaftsnahes Forschungsinstitut. Es wurde 1946 in Köln gegründet und hatte ab 1967 seinen Sitz in Düsseldorf. Es wurde 1972 in Wirtschafts- und Sozialwissenschaftliches Institut (WSI) umbenannt und 1995 in die Hans-Böckler-Stiftung eingegliedert. 